# Rue Ambroise-Paré
La rue Ambroise-Paré est une voie du 10e arrondissement de Paris, en France.

## Situation et accès
La rue Ambroise-Paré est une voie publique située dans le 10e arrondissement de Paris. Elle débute au 95, rue de Maubeuge et se termine rue Guy-Patin. Elle longe l'entrée de l'hôpital Lariboisière.

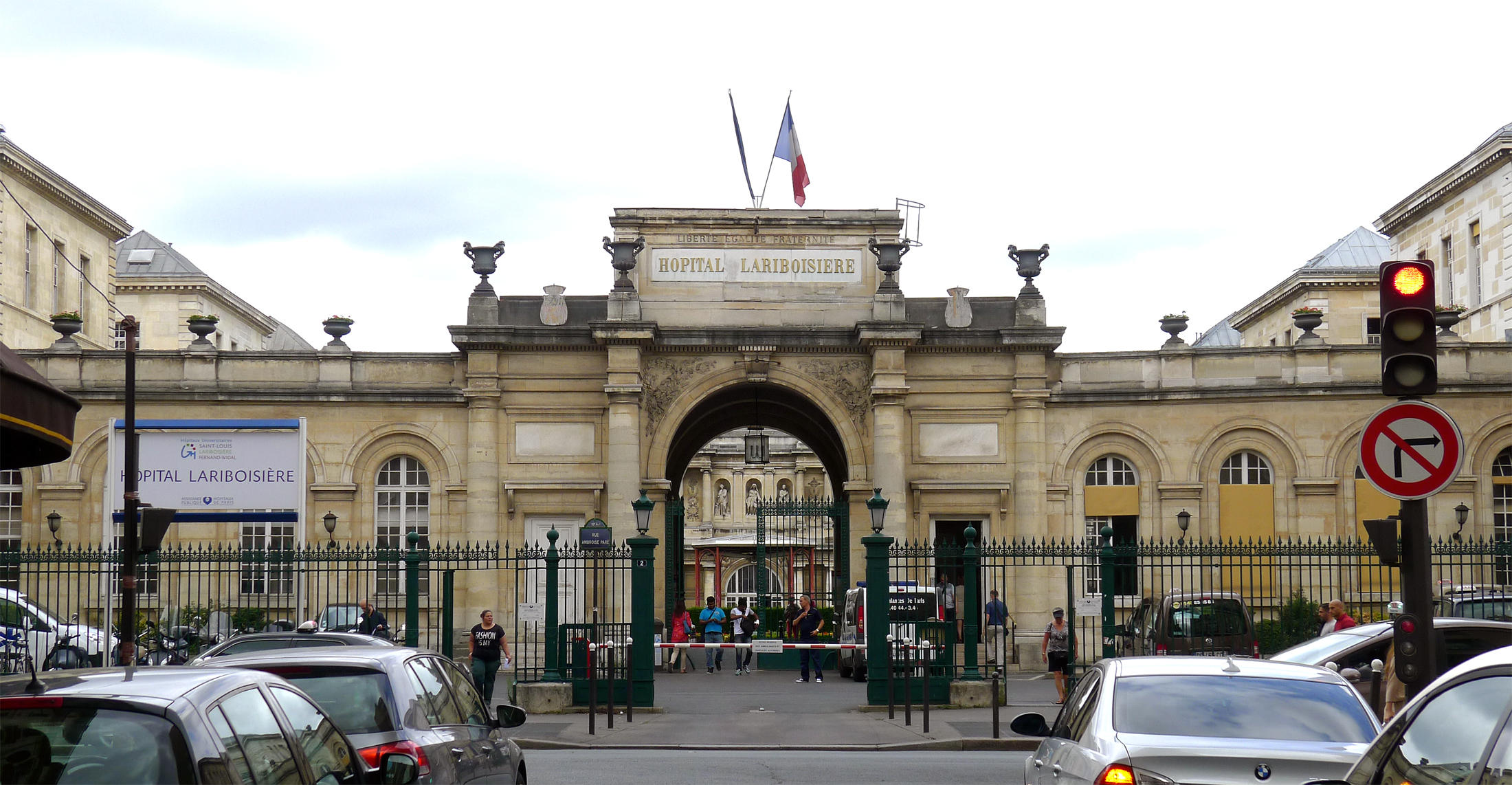
Entrée de l'hôpital Lariboisière.

## Origine du nom

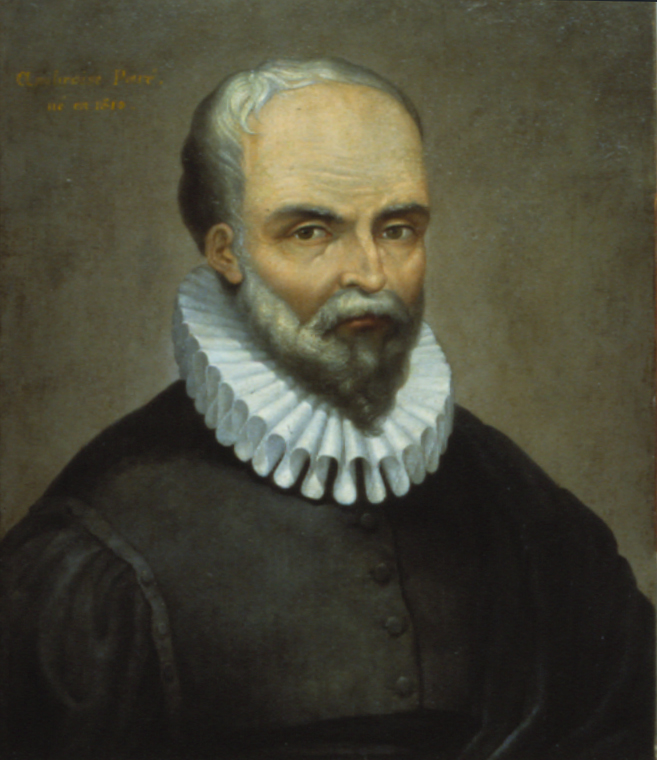
Ambroise Paré.

Située dans le voisinage de l'hôpital Lariboisière, elle porte le nom du chirurgien français Ambroise Paré (1509-1590).

## Historique
Cette rue est ouverte en 1844, sur une partie du clos Saint-Lazare, entre la rue de Rocroy et la rue de Bouvines[réf. nécessaire]. Elle marque la limite sud de l'hôpital Lariboisière. Un décret de 19 novembre 1855 déclare d'utilité publique son élargissement et son prolongement jusqu'à la rue du Nord (actuel boulevard Magenta) à l'ouest et jusqu'à la nouvelle rue de Bouvines (actuelle rue de Maubeuge) à l'est.
C'est dans la rue Ambroise-Paré, près de la gare du Nord, que se trouve l'un des principaux lieux de vente de la drogue dure de la capitale. L'endroit, très passant grâce à la présence de l'hôpital Lariboisière, ne manque pas d'atouts pour les consommateurs. Située à proximité immédiate de la première gare d'Europe et des quartiers de Barbès et de la Goutte-d'Or, la rue comprend des entrées dans des parkings souterrains et des toilettes publiques : autant d'endroits où les usagers peuvent faire leurs injections à l'abri des regards.

## Bâtiments remarquables et lieux de mémoire
- No 2 : hôpital Lariboisière.